# Démolition
Pour les articles homonymes, voir Demolition.

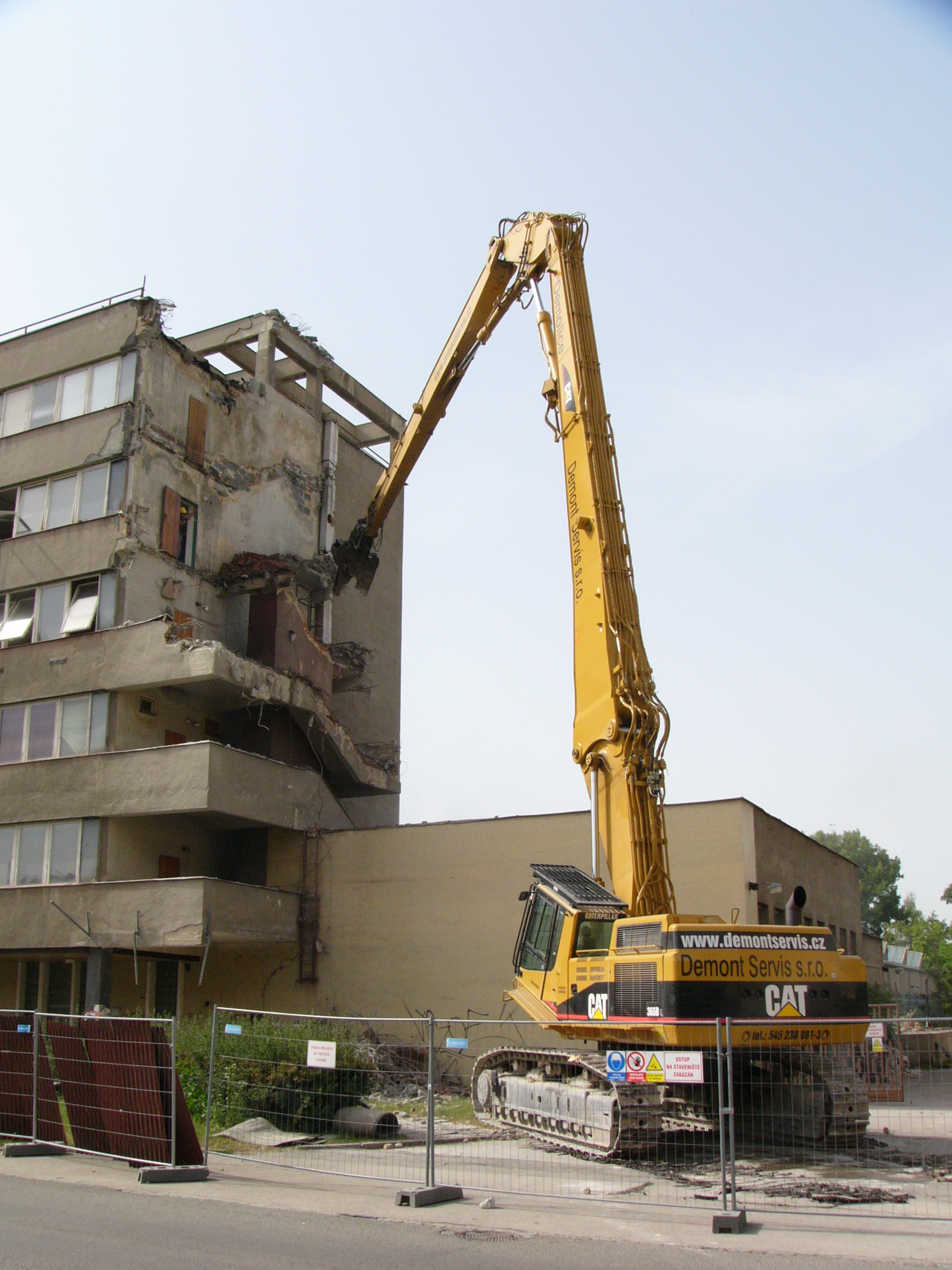
Démolition d'un immeuble par un engin de chantier.

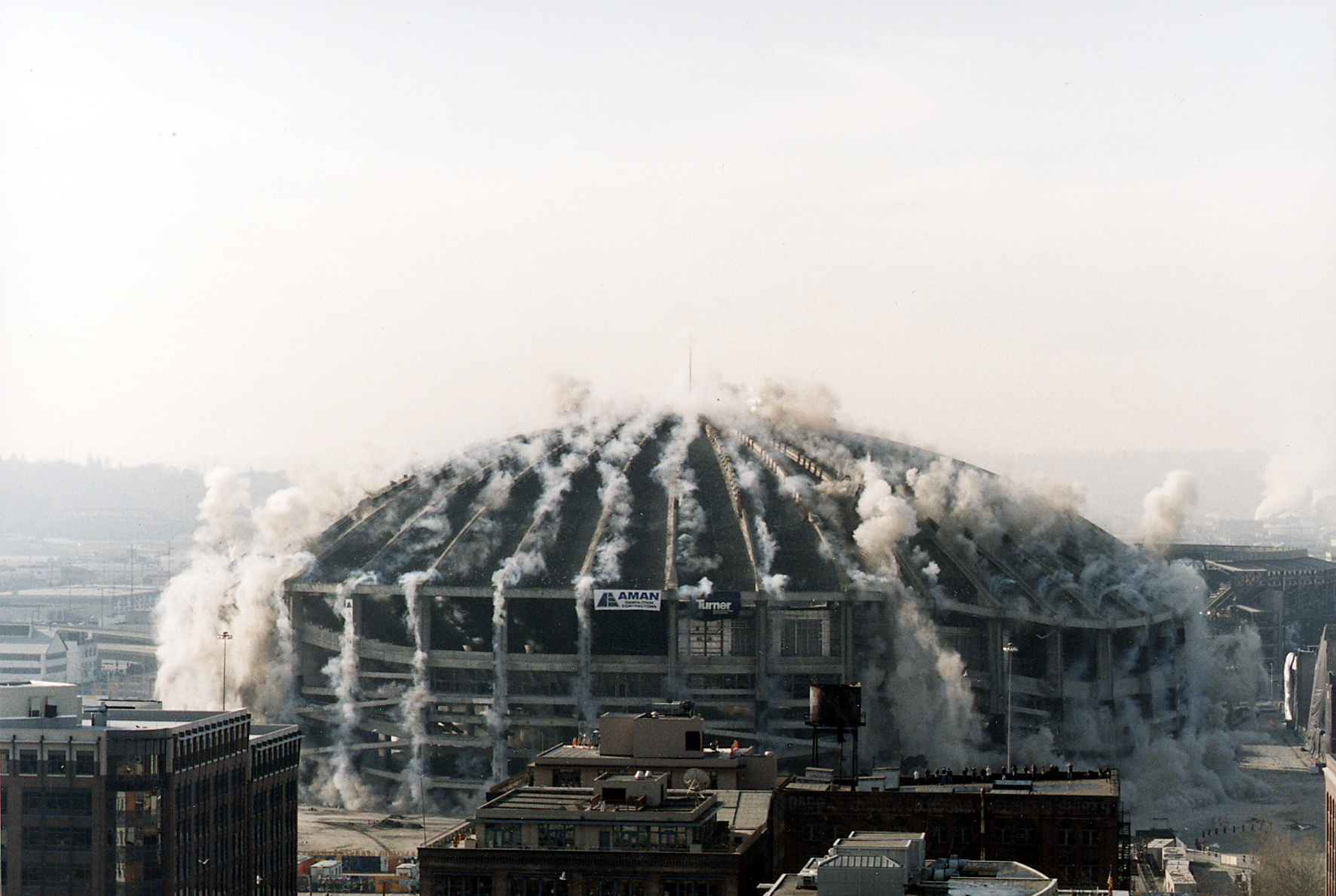
Démolition d’un dôme par explosion contrôlée

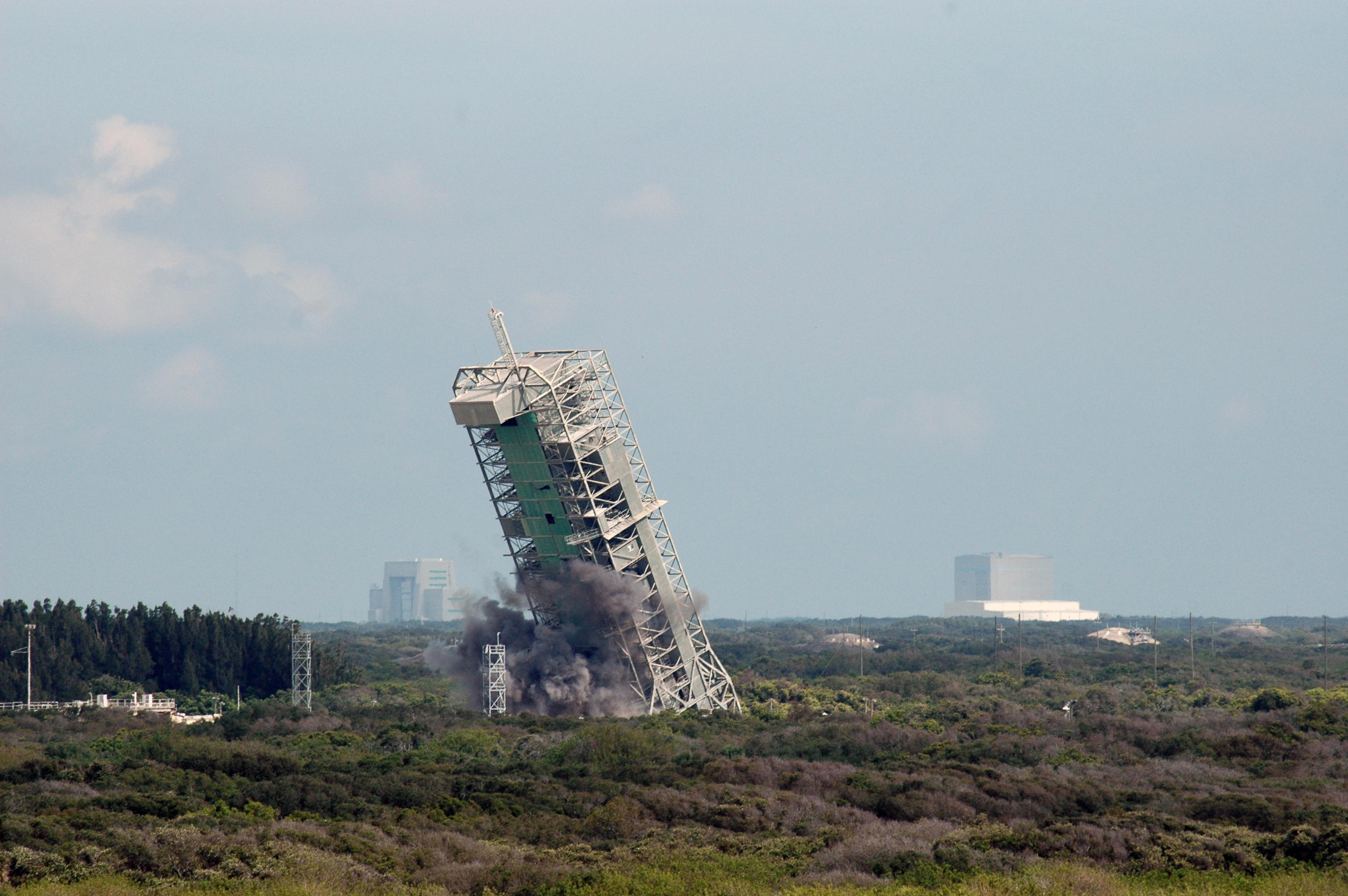
Démolition d’une infrastructure métallique par « basculement »

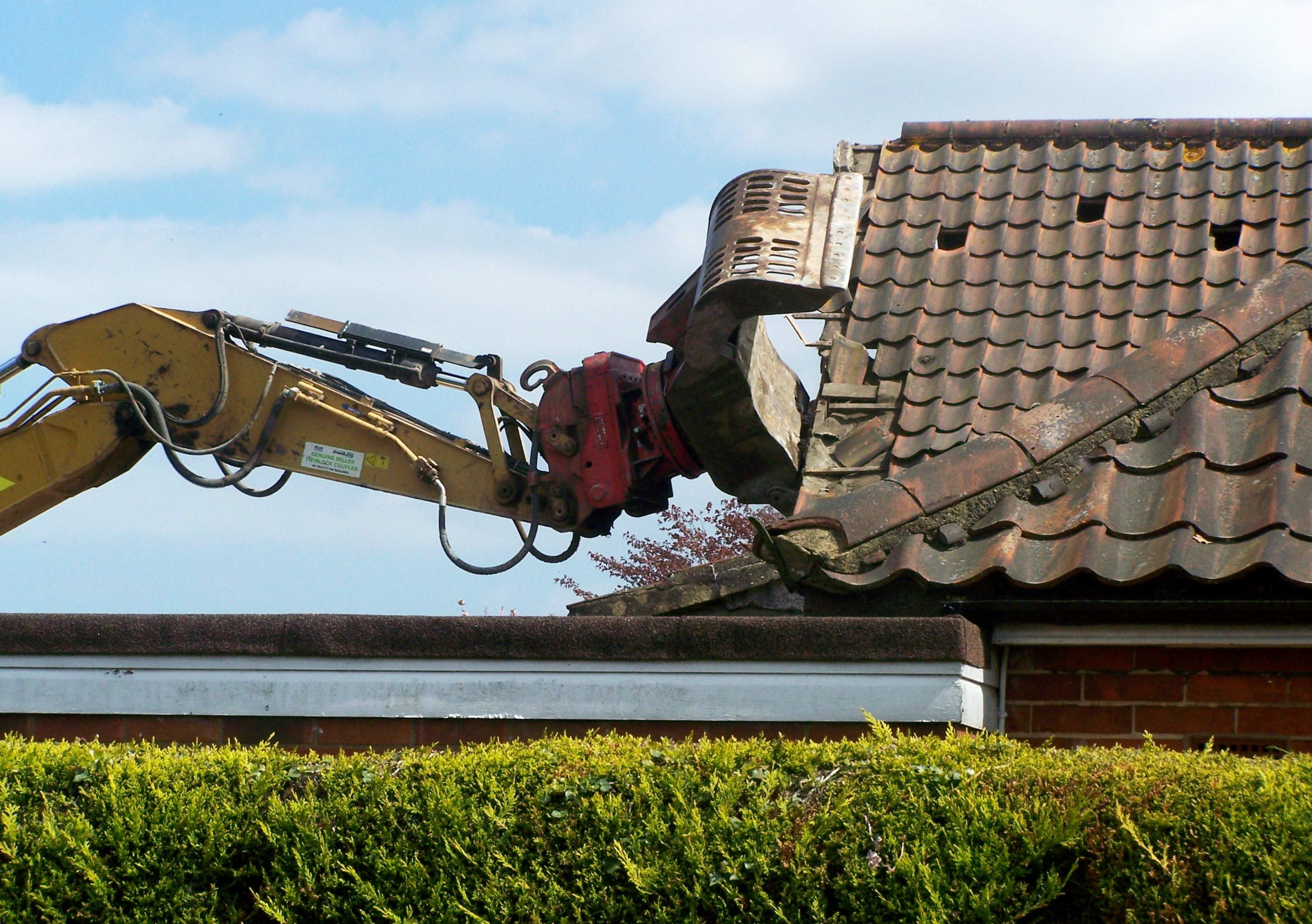
Démolition.

La démolition est la science et l'ingénierie pour démolir en toute sécurité et efficacement les bâtiments et autres structures artificielles. La démolition se différencie de la déconstruction, qui consiste plutôt à démonter un bâtiment tout en préservant soigneusement les éléments de valeur à des fins de réutilisation.

## Cas particulier de la déconstruction
Quand un objectif de recyclage et/ou de réutilisation des éléments de l'ouvrage existe ou prime : on utilise plutôt des techniques de démontage que de démolition, et on parle de déconstruction, parfois qualifiée de haute qualité environnementale (HQE).
Dans tous les cas, il y a plusieurs étapes d'évaluation de déconstruction et de tri puis recyclage ou réutilisation ou valorisation de matériaux, avant, pendant et après la démolition, avec par exemple, la récupération des métaux ferreux ou non ferreux, poutres, fenêtres, éléments de décor, etc.
Démolition HQE : En France, une démolition peut faire l'objet d'un cahier des charges de type HQE (haute qualité environnementale), qui d'une part l'orientera plutôt vers une déconstruction (pour recycler au mieux les matériaux démontés ou issus du chantier) et d'autre part visera à réduire les nuisances tout au long du chantier (bruit, poussière, odeurs, dérangement), à réduire l'empreinte écologique et énergétique du chantier. Certaines constructions HQE sont d'ailleurs maintenant conçues (écoconception) en amont pour faciliter une future déconstruction et la réutilisation de matériaux ou éléments bâtis.

## Méthodes
La démolition utilise :

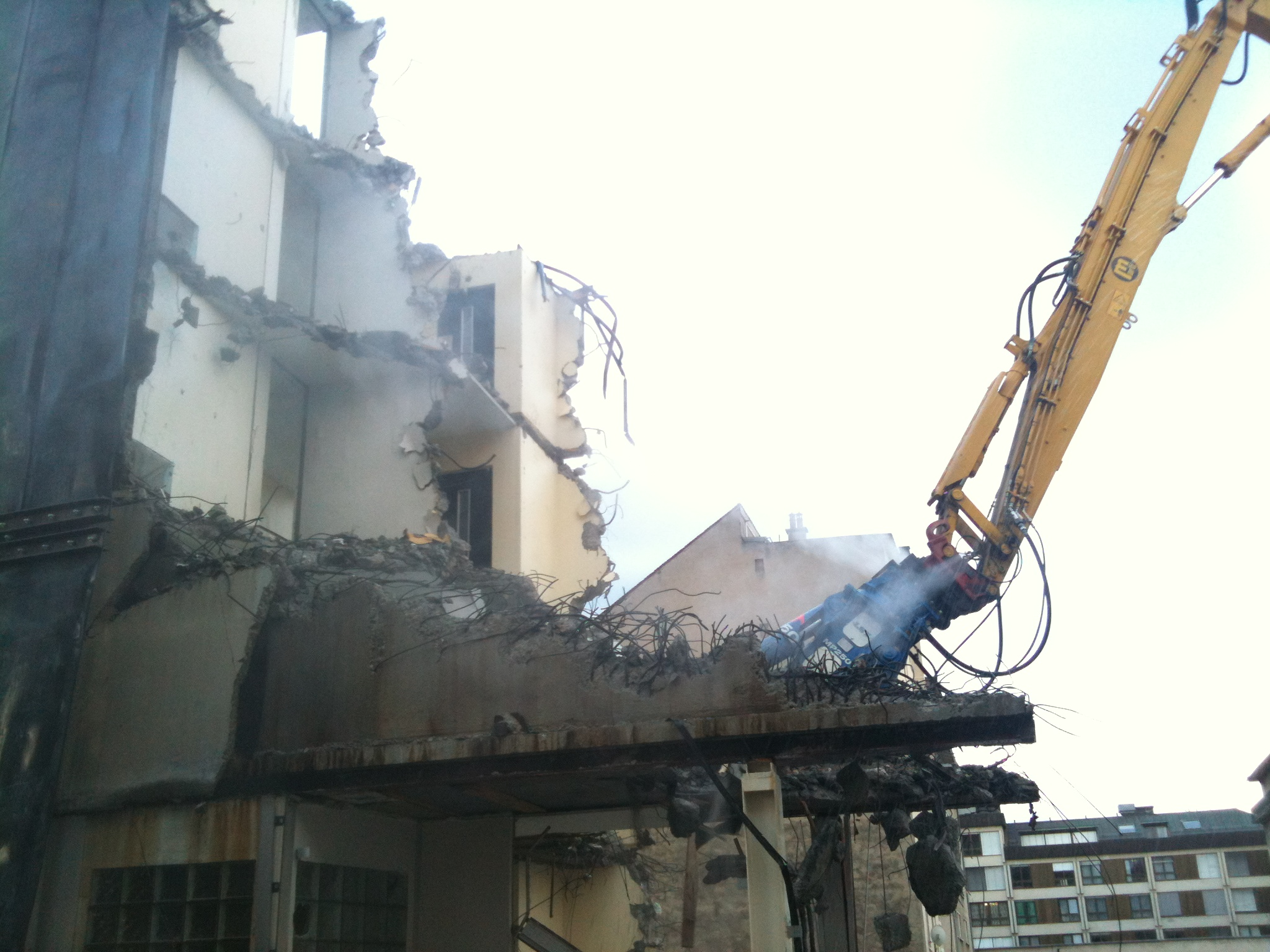
La boule métallique des années 1950-1970 est remplacée par des engins de grignotage

- La force humaine, avec des outils comme la masse ;
- La boule de démolition, une masse pendue à une grue (interdit dans certaines communes de France) et désormais remplacée par des engins plus précis ;
- Des outils de démolition montés au bout de pelles hydrauliques, grues, et mini-pelles. Ils se classent en plusieurs familles adaptées aux différentes applications de démolition. La pince de démolition hydraulique (la plus grosse en version 2 vérins est d'une ouverture de 2500 mm et d'un poids de 13100 kg la MS130R de Mantovanibenne), le broyeur hydraulique fixe ou à rotation (généralement en version 1 vérin), la cisaille à métaux hydraulique fixe ou à rotation (1 vérin) jusqu'à 10800 kg par exemple en application de découpe de bateaux en condition sous-marine, la pince de tri hydraulique, le broyeur à poteaux jusqu'à 1800 mm de diamètre, le grappin de démolition, et d'engins de démolition tels que le bulldozer, la pelle hydraulique équipée de bras standard ou de bras grande hauteur pouvant atteindre 90 m.
 Le grignotage. Cette technique, plus couramment utilisée que le dynamitage, consiste à démolir la structure à l’aide d’une pelleteuse équipée d’un outil. La dextérité du conducteur, alliée à la performance de l’engin, vient à bout des structures les plus rigides. Mais aujourd’hui les tours à démolir sont de plus en plus élevées, ce qui nécessite des machines également toujours plus hautes (la Kobelco SK3500D parmi les plus hautes pelles du monde avec 65 mètres de bras de démolition, et au printemps 2008 entrée en service aux Pays-Bas chez le client Eurodemolition une CAT5110 modifiée avec un bras de démolition télescopique de 90 m portant une pince à béton de 5000 kg et à 70 m une pince à béton Mantovanibenne modèle CR100R de 11 t d'une ouverture de 2000 mm [réf. nécessaire]).
- Lance thermique. Technique atypique permettant la découpe ou le perçage rapide de n’importe quel matériau (béton armé, roches, inox, fonte, aluminium…) sans vibration. Technique utilisée en dernier recours lorsque les techniques classiques ne s'avèrent pas efficaces.
- Le dynamitage, c'est-à-dire l'utilisation d'explosifs, et notamment de dynamite pour des immeubles de plus de 7 étages.
- Le vérinage, qui consiste à exercer une poussée oblique ou horizontale à l'aide de vérins hydraulique sur un ou deux étages préparés d'une tour ou d'une barre.

## Chantiers

### Restrictions d'accès

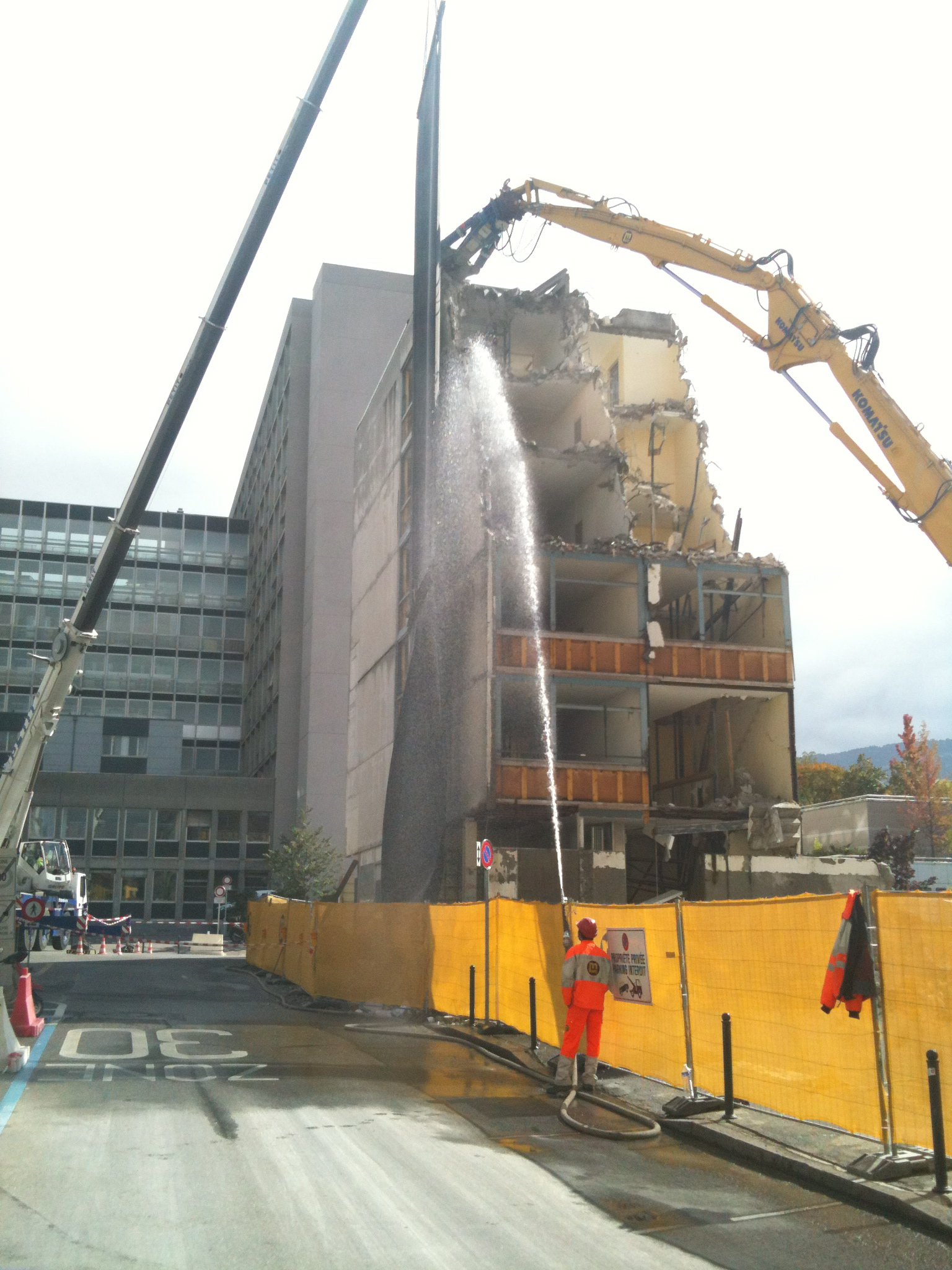
Chantier de démolition

Les chantiers sont toujours dangereux et pour cette raison devraient être soigneusement matérialisés et entourés de grilles afin d'en restreindre l'accès public. L'évacuation provisoire des riverains peut être décidée en cas d'usage d'explosifs ou de danger particulier. Le brûlage de tout type de déchet à l'air libre est interdit en France et dans de nombreux pays. Certaines friches industrielles, sites militaires, hôpitaux, etc nécessitent des précautions particulières, l'ouverture de chantiers sur ces sites devraient être précédés d'une étude de risque et de dangers.

### Conditions de travail
L'activité de démolition est un secteur particulièrement accidentogène : les opérateurs des chantiers de démolition sont en effet exposés à de nombreux risques : contusions, chutes, électrocution, etc. Ils sont aussi susceptibles d'être exposés à des agents chimiques dangereux (sous forme de gaz ou d'aérosols), dont certains cancérogènes.

## Déchets
La démolition est à l'origine d'un volume important de déchets (ex. : 310 millions de tonnes par an, rien que pour les chantiers de démolition et de travaux publics français). Ils sont, dans la plupart des pays dits développés, répartis en plusieurs catégories, selon leur dangerosité :

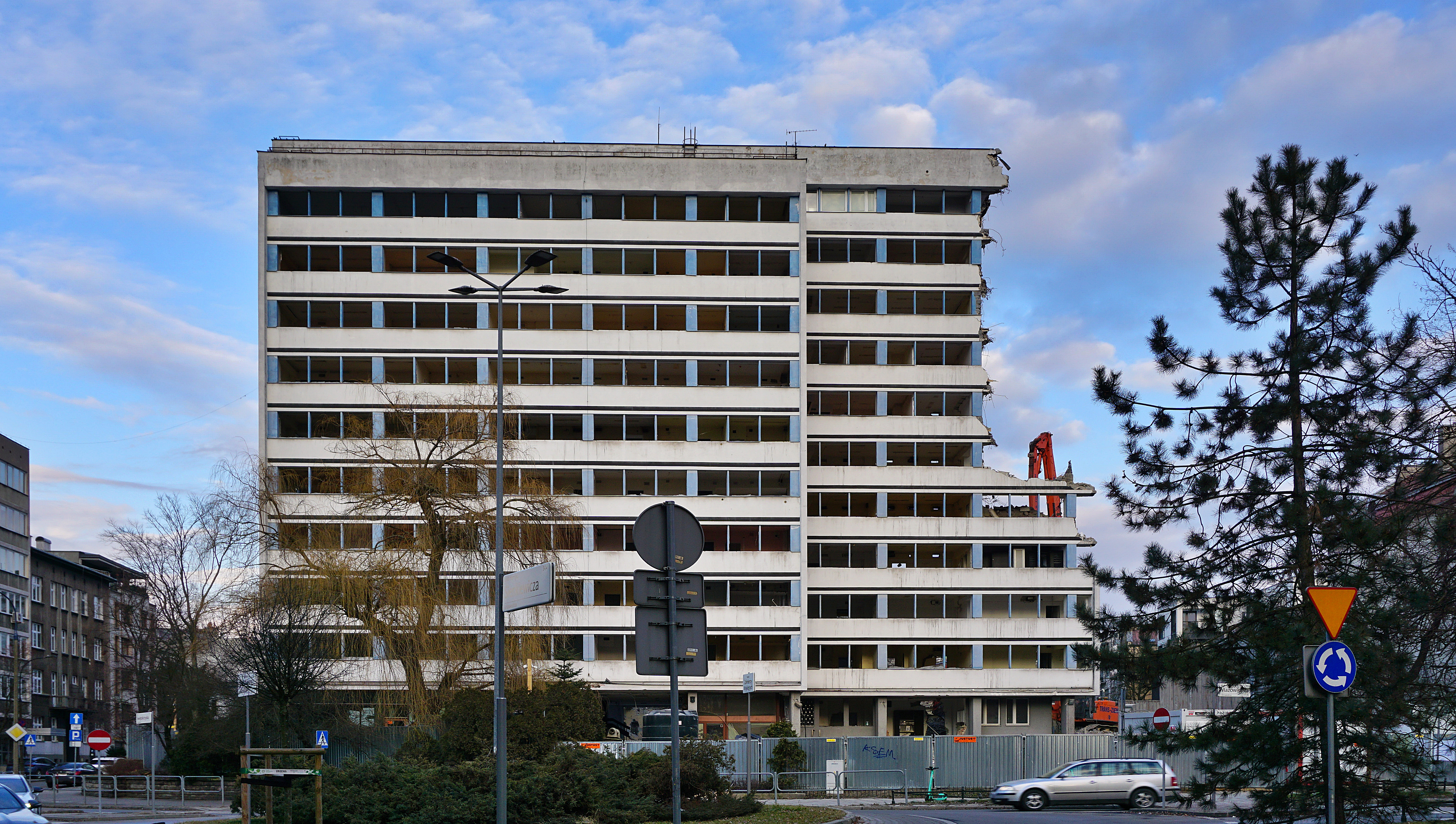
Démolition du bâtiment à Cracovie au 21 rue Mazowiecka

Les déchets inertes (DI) ou de classe 3 : Ce sont les déchets non toxiques et qui ne subissent aucune modification dans le temps (gravats, brique, parpaing, tuile, mortier, ciment, carrelage, enrobés sans goudron, terre…).
Ils seront retraités en plate-forme de tri, centre de tri, centre d'enfouissement technique de type III. Le béton, lui, pourra être concassé pour être réutilisé en cailloux, gravier, pour faire des routes…
Les déchets industriels banals (DIB) ou de classe 2 : Ce sont les déchets réputés non dangereux, assimilables aux ordures ménagères (emballages, cartons, déchets issus du curage des bâtiments, PVC, lino, plâtre, végétaux, métaux (hors plomb, mercure, etc.), sacs à ciment, câbles et tuyauteries).
Ils pourront être enfouis en centre d'enfouissement technique de type II, recyclés (carton, métaux et certains plastiques), incinérés ou revalorisés (transformation des végétaux en compost ou gaz pour les déchets organiques).
Les déchets industriels spéciaux (DIS) ou de classe 1 : Ce sont les déchets comportant des matériaux et produits chimiques ou toxiques néfastes à la santé et à l'environnement (piles, produits ménagers, acides, peintures, dissolvants, hydrocarbures, huiles, pesticides, liquides de refroidissement, amiante, etc.).
Ils seront retraités en centre spécialisé, inertés et enfouis selon la réglementation (en décharge de classe 1 en France).
Deux solutions concernent les déchets amiantés :
- La vitrification (par plasma),
- l’enfouissement en centre spécialisé.

Les déchets dangereux ou les déchets toxiques sont à éliminer avec précaution et selon la réglementation spécifique à leur nature.

## Aspects légaux
La démolition d'infrastructures et de bâtiments importants nécessite généralement un permis de démolir. Sauf pour les communes de moins de 10 000 habitants.
Le brûlage des déchets de démolition (et autres) est interdit dans de nombreux pays, en raison du fait qu'ils contiennent souvent des produits toxiques ou posant des problèmes sanitaires ou environnementaux (bois traités avec des pesticides, laines minérales, plomb, zinc, cuivre, PVC, peinture, vernis, etc. qui produisent des fumées et/ou cendres toxiques)

## Le cas d'immeubles situés en zones de protection
En France, il existe dans ces zones des conditions d'autorisation plus restrictives.
Par exemple, le maire a le pouvoir de prescrire aux propriétaires toutes les mesures nécessaires pour faire face à un péril lié à la vétusté d'un bâtiment. De plus, si le Tribunal administratif est saisi, il peut modifier la décision du maire et ordonner toutes les mesures appropriées, en fonction des conclusions des parties.
Conformément à une loi de 1913 sur les monuments historiques, toute destruction d'immeuble visible depuis un immeuble classé monument historique (ou inscrit sur l'Inventaire supplémentaire des monuments historiques) nécessite une autorisation préfectorale.
En appel, c'est le ministre chargé de la Protection des monuments historiques qui prend la décision.